# Hypsicera femoralis
Hypsicera femoralis ist eine Schlupfwespe aus der Unterfamilie der Metopiinae. Die Art wurde von dem französischen Entomologen Étienne Louis Geoffroy im Jahr 1785 als Ichneumon femoralis erstbeschrieben. Der lateinische Artname femoralis bezieht sich offensichtlich auf die verdickten Femora (Schenkel) der Hinterbeine.

## Merkmale
Hypsicera femoralis ist eine kleinere Schlupfwespe mit einer Länge von etwa 6 mm. Die Schlupfwespen sind schwarz gefärbt. Die Palpen sind gelbrot gefärbt. Die Beine einschließlich der Coxae sind ebenfalls gelbrot. Die fadenförmigen Fühler sind kürzer als der Körper und besitzen etwa 32 Geißelglieder. Die Mandibeln weisen zwei Zähne auf, wobei der untere Zahn wesentlich kürzer ist als der obere. Der Kopf ist in Seitenansicht stark gewölbt. Der Kopf endet auf Höhe des Hinterrands der hinteren Ocelli (Punktaugen) abrupt und fällt senkrecht nach unten ab. Das fein punktierte Mesoscutum (Rückenplatte) weist viele Härchen auf. Das erste Tergit ist basal ziemlich schmal. Der Ovipositor (Legeapparat) der Weibchen überragt nicht das Hinterleibsende und ist daher kaum erkennbar. Die hinteren Femora sind besonders verdickt. Die Sporne der mittleren Tibien sind ungefähr von gleicher Länge. Die Vorderflügel weisen ein dunkelbraunes Pterostigma auf. Ein Areolet (kleine geschlossene Zelle) ist nicht vorhanden. Die zweite laterale Fläche des Propodeum ist länger als breit. Das Scutellum ist flach. Im Gegensatz zu der verwandten Art H. yoshimotoi ist das Gesicht stark punktiert.

## Verbreitung
Hypsicera femoralis ist eine kosmopolitische Art. In Europa ist sie weit verbreitet. Ferner ist die Art auf den Kanarischen Inseln, in Nordamerika (Kanada, USA), in Südamerika (Chile), in Afrika (Südafrika), in Kleinasien, im Kaukasus (Armenien), in Zentral- und Ostasien (Russland, Kasachstan, China, Südkorea, Okinawa, Taiwan) sowie auf Hawaii, in Australien und in Neuseeland vertreten. In Neuseeland und vermutlich auch an anderen Orten wurde die Art eingeschleppt.

## Lebensweise
Die Vertreter der Gattung Hypsicera sind hauptsächlich koinobionte Endoparasitoide von Schmetterlingsraupen der Familien Gelechiidae, Pyralidae und Tortricidae.
Die Art Hypsicera femoralis wird häufig in Wohngebäuden angetroffen, so dass angenommen werden darf, dass sie Kleinschmetterlinge aus der Gruppe der Vorratsschädlinge wie die ebenfalls kosmopolitische Kleidermotte (Tineola bisselliella) parasitiert.

## Bilder

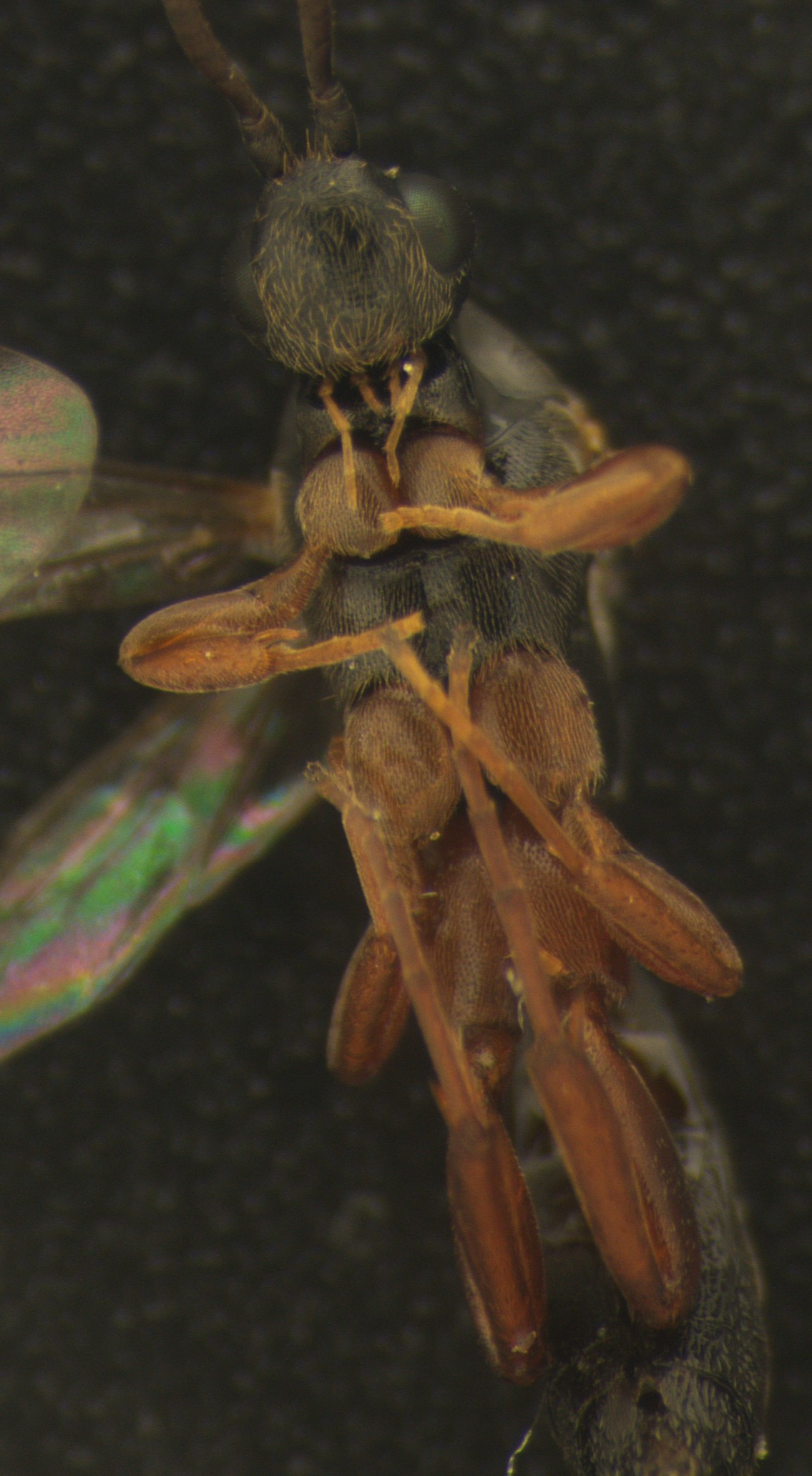
Ventralansicht
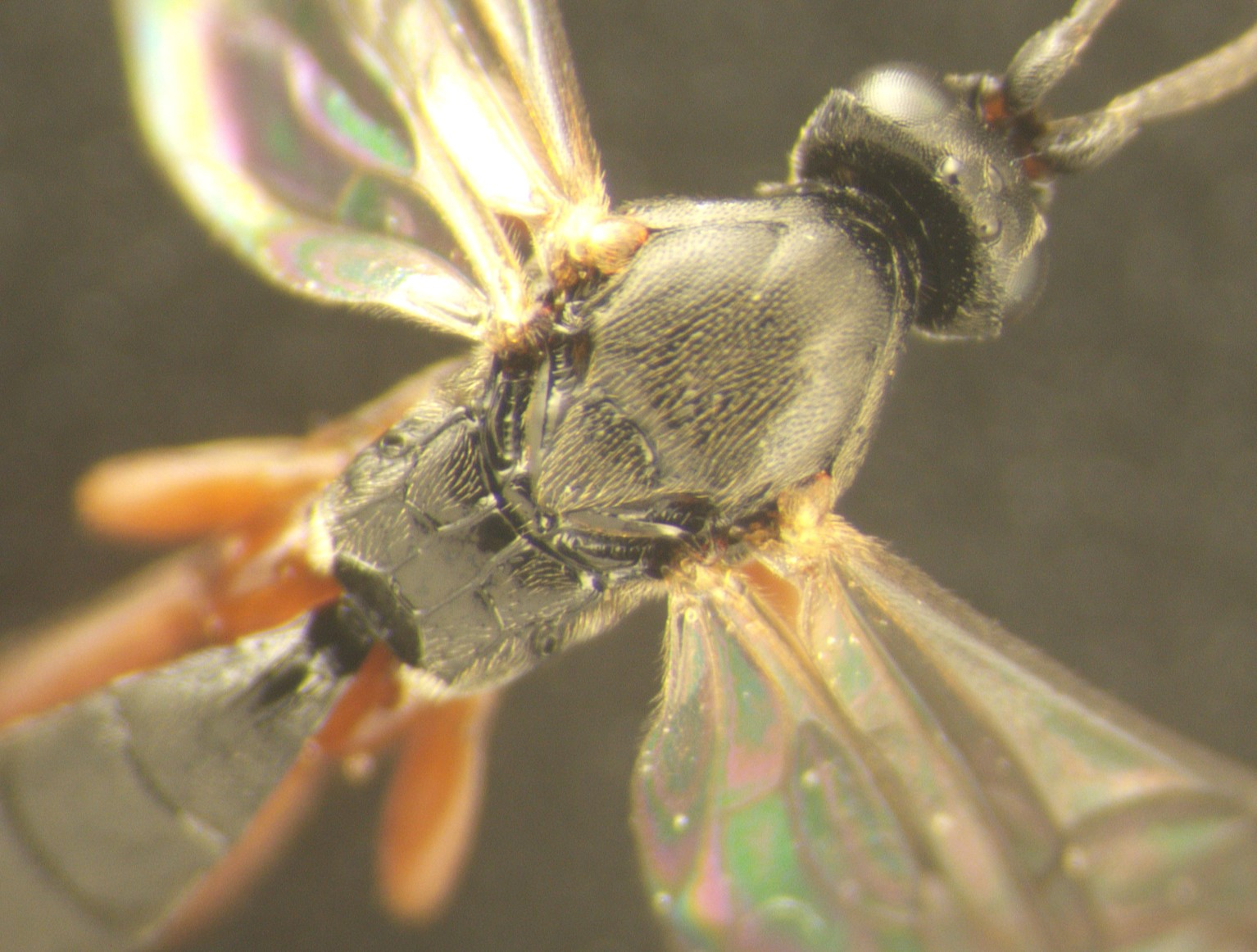
Dorsalansicht von Thorax und Hinterkopf
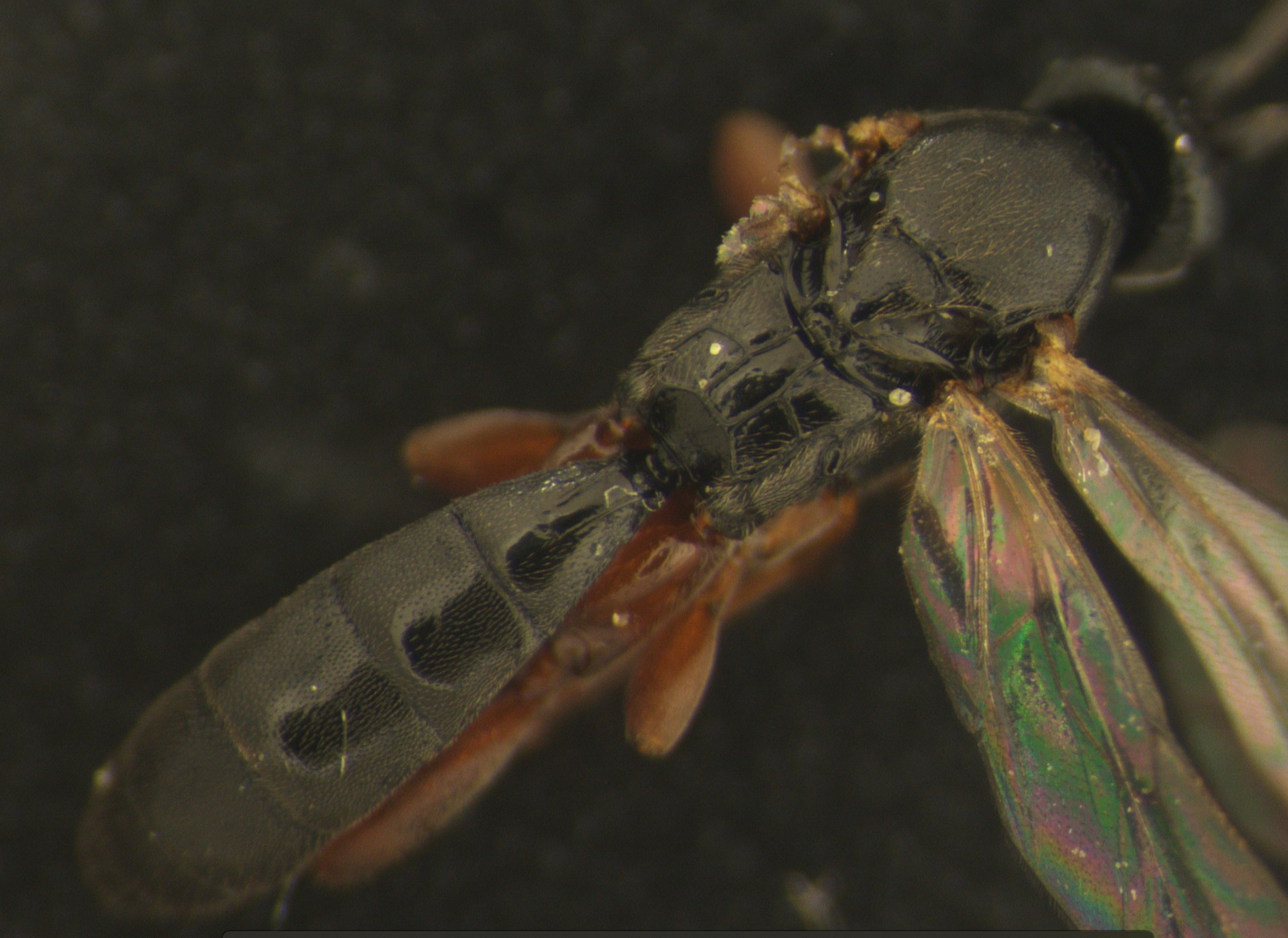
Dorsalansicht von Thorax und vorderem Hinterleib
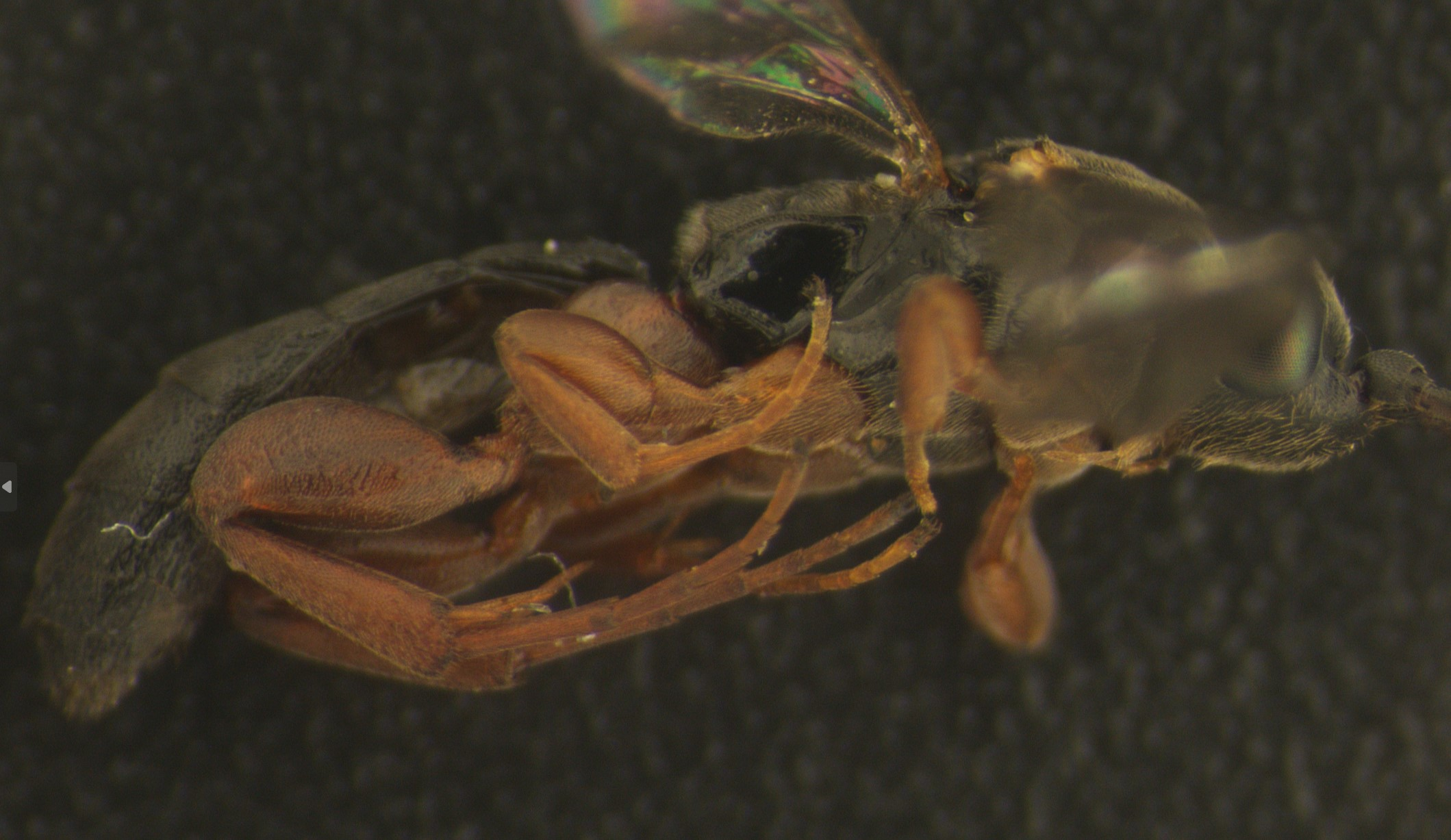
Seitenansicht
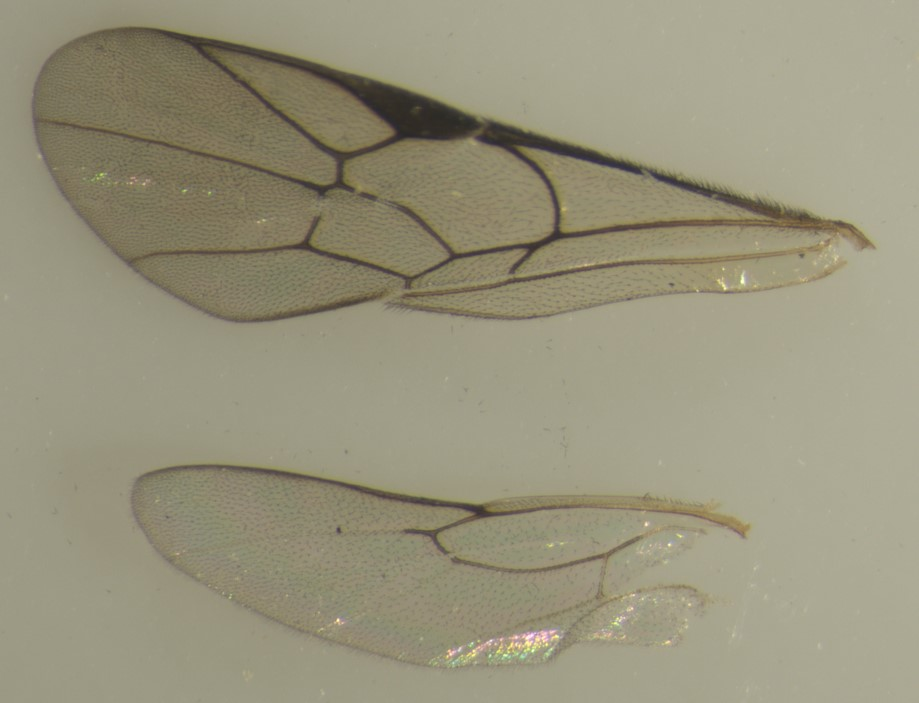
Flügel von Hypsicera femoralis